# そらし目
そらし目（そらしめ、英:Averted vision）は、周辺視野を使うことによってかすかな観測対象を見る技術。観測対象への集中を続けている最中に、対象を直接見るのでなく、視点を少しずらして見ることも含む。この問題は、一般向けの天文学の文献で論じられているが、効果の測定が行われた厳密な研究はわずかしかない。しかしながら、この技術は良く知られた眼球の構造上の特徴に基づいている。

## 概要
この技術は、大きいがかすかな星雲や星団を見るのに最も有効な手段とされ、習熟すると3等級から4等級もの改善が見られるという者もいるが、顕著な改善はないという者もいる。
現在M41として知られる星団がアリストテレスによって報告されていたことなど、古代からこの技術が知られていたという傍証もある。
視点を左右いずれにずらすかは重要で、視界の鼻の方向に観測対象を置いて見ることが最も有効である。これは、視線のこめかみ側におよそ15度にある盲点上に観測対象が映る可能性を回避する。
したがって、右目で観察する者には右側に視点をずらし、左目で観測する者には左側に視点をずらすことが最も良いこととなる。
一部には下にずらすより上にずらしたほうがよいという説もある。最も良いのは、実際に試してみて、自分の目にとって最適な場所を見つけることである。
類似のものに「望遠鏡を揺する」という手段がある。これは単に望遠鏡を前後に動かすことによって、視界の中で観測対象をわずかに動かすという方法である。これは、目が動きに対してより敏感になるように進化したという事実に基づいている。

## 目の生理機能
網膜の中心部の狭い領域の中心窩は、明るい場所での色を判別する錐体細胞がほとんどを占め、暗部での明暗を判別する桿体細胞がほとんど存在しない。そらし目は、この特徴によって機能する。